# 漢斯·屈特納
漢斯·古斯塔夫·戈特洛布·屈特納（1894年3月2日—1965年5月24日）是一名納粹德國武裝親衛隊將領，最高軍階為親衛隊上級集團領袖及武裝親衛隊上將。第二次世界大戰期間，屈特納擔任親衛隊行動總部負責人，並於1944年7月21日至1945年4月期間擔任後備軍參謀長，且由於該單位的總司令海因里希·希姆萊僅名義上領導，實則由屈特納控制。

## 生平

### 早年
屈特納於1894年3月2日出身於小資階級家庭，父親為中學教師，並最後升至副校長。與常見說法不同，衝鋒隊上級集團領袖馬克斯·屈特納與其並無任何血緣關係。屈特納文理中学畢業後進行銀行學徒訓練，而在第一次世界大戰爆發後志願加入德意志帝國陸軍。1915年，晉升為少尉，戰後1920年由於裁軍以上尉軍階退役，並曾短暫於自由軍團中服役。離開軍旅後屈特納從商，於1928年創業。

### 納粹時期
1931年6月1日，屈特納加入國家社會主義德意志工人黨（編號544163），同年他也加入了衝鋒隊。1933年，屈特納成為布雷斯勞的大學體育教練，並負責當地的SA大學辦公室。1934年，他還擔任了慕尼黑SA訓練部門的負責人。
1935年5月，屈特納轉入親衛隊特別機動部隊，即後來的武裝親衛隊（親衛隊編號264497）。1936年9月1日，屈特納晉升為突擊隊大隊領袖，並被調往柏林親衛隊特別機動部隊監察部門。1939年，任親衛隊特別機動師後備部隊監察。1940年初，任親衛隊指揮辦公室（Kommandoamt der SS-Verfügungstruppen）負責人。同年夏天，任新設立的親衛隊行動總部參謀長，主管武裝親衛隊的組織和行政事務。1941年4月20日，晉升親衛隊集團領袖與武裝親衛隊中將。1943年1月30日，任親衛隊行動總部部長。同年7月21日，晉升親衛隊上級集團領袖和武裝親衛隊上將。
1944年7月21日起，屈特納擔任後備軍參謀長，成為陸軍裝備總監與後備軍總司令海因里希·希姆萊的副手。屈特納還參與了大量設置戰俘營的工作，這些設施主要用於關押蘇聯戰俘。1944年11月，屈特納在匈牙利親眼目睹猶太人被驅逐的隊伍，使他留下了可怕的印象，並要求至少停止驅逐婦女和兒童。據魯道夫·卡斯特納描述，隨後有7500名猶太人被送回布達佩斯。
1945年5月初、在戰爭的最後幾天，屈特納隨希姆萊經北方鼠線逃往弗倫斯堡。

### 戰後時期
1945年5月17日，屈特納被英國當局逮捕並拘禁。。在醫生審判期間，他為被告卡爾·根茨肯作了宣誓證詞。在新城集中營審判中，屈特納因其在納粹時期的活動被歸類為「主要責任人」，被判處10年勞改和財產沒收。在1949年的復審中，罪行被降為「有罪」，勞改刑期縮減為4年，並與拘禁時間相抵銷。由於屈特納形式上並未擁有武裝親衛隊前線部隊的指揮權，因此沒有無須於盟軍軍事法庭受審。儘管如此，屈特納對親衛隊的崛起和建立納粹暴力統治起了重大作用，其主管集中营监察局兩年時間，而其指揮的武裝親衛隊後備部隊和訓練單位也曾於1941年秋參與了捷克平民的屠殺，1943年春參與了華沙猶太區起義的鎮壓。
1960年前後，屈特納在巴伐利亞定居，並在巴特特尔茨赫爾德大街經營一家療養院。1961年，屈特納以辯方證人身份出席了艾希曼審判。屈特納是前武装党卫队老兵互助会巴特特尔茨分會的創始成員之一。1965年5月24日，屈特納去世，在其葬禮上有數名前武装党卫队老兵互助会成員出席，其全國發言人卡爾·采爾夫代表保羅·豪塞爾和全國委員會獻上花圈。

## 榮譽
- 鐵十字勳章（1914年）：二級和一級[16]
- 鐵十字佩帶扣：二級和一級[16]
- 党卫队全国领袖荣誉佩剑
- 党卫队荣誉戒指[16]
- 戰功十字勳章：二級和一級配劍[16]
- 德國十字勳章：銀級[16]
- 戰功十字勳章：帶劍騎士級，1944年10月30日[17]

## 註解
1. ↑  姓氏簡體中文譯名取自《艾希曼在耶路撒冷：一份关于平庸的恶的报告》索引頁面[1]，繁體中文譯名取自《平凡的邪惡：艾希曼耶路撒冷大審紀實》索引頁面[2]

## 註腳
1. ↑  阿伦特（2017年），索引
2. ↑  鄂蘭（2013年），索引
3. ↑  Vierhaus（2006年），第410页
4. ↑  Kroener（2005年），第714页
5. 1 2  Howell（2015年），第173页
6. ↑  Bundesarchiv
7. 1 2 3  Linne & Dörner（1999年），第109页
8. 1 2 3  Weiß（1998年），第248f页
9. ↑  Gerlach & Aly（2004年），第362–363页
10. ↑  Fritz（2021年），第75页
11. ↑  Link（2015年），第21页
12. ↑  Howell（2015年），第174页
13. ↑  The Nizkor Project（1961年）
14. ↑  阿伦特（2017年），第281页
15. ↑  Der Freiwillige（1965年），第21–23页
16. 1 2 3 4 5  Patzwall（1984年），第209页
17. ↑  Patzwall（1984年），第208页